# Kunsthalle Dominikanerkirche

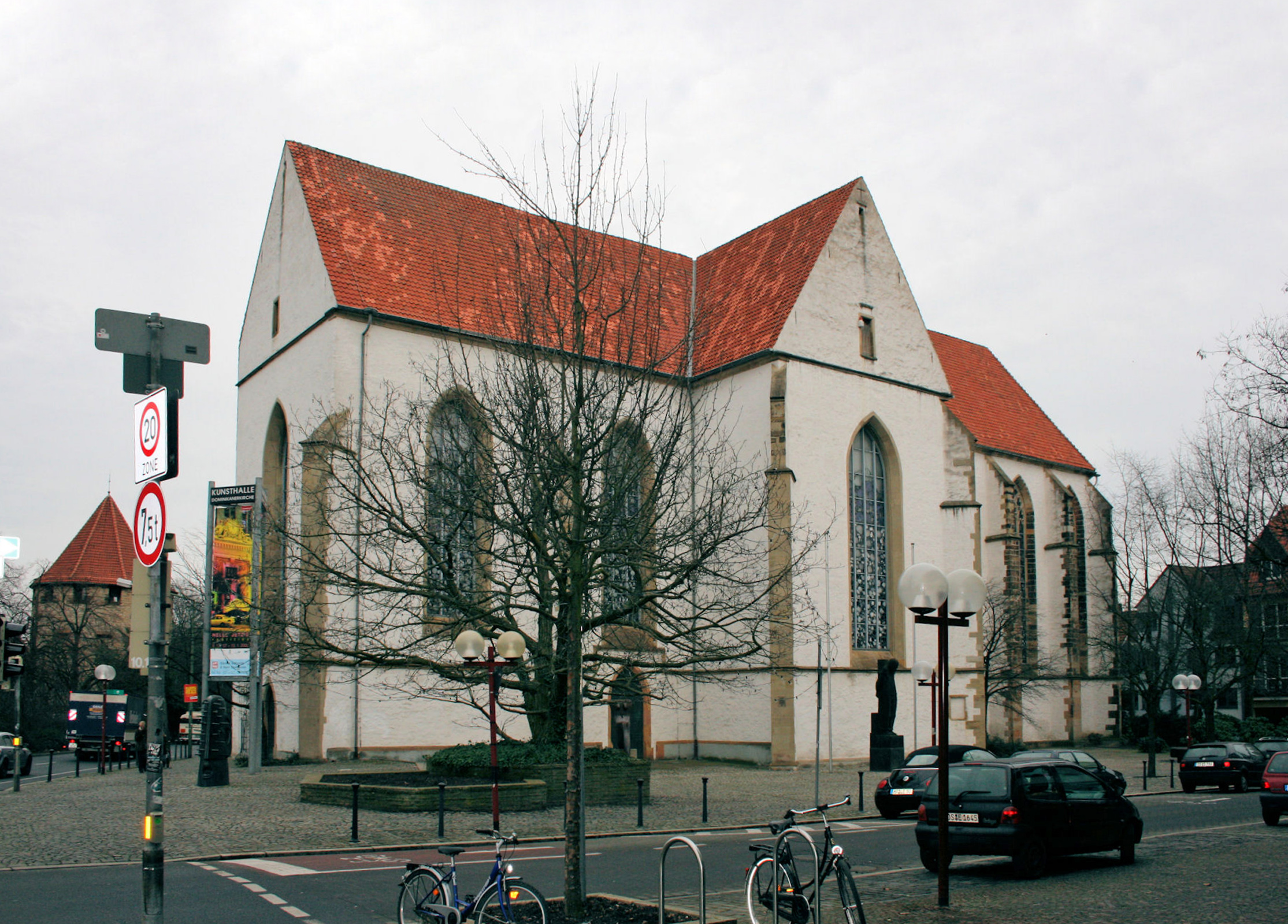
Kunsthalle Dominikanerkirche

De Kunsthalle Dominikanerkirche is een gemeentelijke expositieruimte (kunsthal) in de voormalige kerk van het Dominicaanse Kloster zum heiligen Kreuz in Osnabrück in de Duitse deelstaat Nedersaksen.
In de gotische kerk werd in het schip en in de entreeruimte ruim 1000 m² oppervlak gecreëerd voor wisseltentoonstellingen van hedendaagse kunst van regionale en nationale betekenis. Het uit de dertiende eeuw stammende Dominikaner klooster, dat in de zeventiende eeuw werd omgebouwd tot het huidige barokklooster, is bewaard gebleven en thans in gebruik bij de stad Osnabrück.
In 1913 werd de kerk, gebouwd in de dertiende tot de vijftiende eeuw, na een bewogen geschiedenis, gerestaureerd. Een tweede, grondiger renovatie volgde in de zestiger jaren en duurde tot 1966. De Stadt Osnabrück gebruikte de kerk daarna als ruimte voor concerten en exposities. In 1991 kreeg de kerk de huidige naam Kunsthalle Dominikanerkirche en volgde een herinrichting van het gebouw.
In 1993 werd de kerk weer voor het publiek geopend met een retrospectieve tentoonstelling van de kunstenaar Arnulf Rainer.